# Gyttorp
Gyttorp är en tätort i Nora kommun med 648 invånare (2023). Väster om tätorten ligger sjön Vikern och öster om ligger Nora.

## Historia
En dubbelexplosion vid Nitroglycerin AB i Gyttorp den 29 oktober 1964, krävde åtta dödsoffer. Tjugoen personer fick föras till lasaretten i Örebro, Nora och Lindesberg.

 På morgonen den 7 maj 2017 inträffade en explosion i Orica-fabriken i Gyttorp som dödade en person.

### Befolkningsutveckling
| Befolkningsutvecklingen i Gyttorp 1960–2020 | Befolkningsutvecklingen i Gyttorp 1960–2020 | Befolkningsutvecklingen i Gyttorp 1960–2020 | Befolkningsutvecklingen i Gyttorp 1960–2020 | Befolkningsutvecklingen i Gyttorp 1960–2020 |
| ------------------------------------------- | ------------------------------------------- | ------------------------------------------- | ------------------------------------------- | ------------------------------------------- |
|                                             |                                             |                                             |                                             |                                             |
| År                                          |                                             |                                             | Folkmängd                                   | Areal (ha)                                  |
| 1960                                        | 1960                                        |                                             | 794                                         |                                             |
| 1965                                        | 1965                                        |                                             | 812                                         |                                             |
| 1970                                        | 1970                                        |                                             | 862                                         |                                             |
| 1975                                        | 1975                                        |                                             | 860                                         |                                             |
| 1980                                        | 1980                                        |                                             | 828                                         |                                             |
| 1990                                        | 1990                                        |                                             | 756                                         | 274                                         |
| 1995                                        | 1995                                        |                                             | 674                                         | 275                                         |
| 2000                                        | 2000                                        |                                             | 637                                         | 275                                         |
| 2005                                        | 2005                                        |                                             | 620                                         | 275                                         |
| 2010                                        | 2010                                        |                                             | 661                                         | 274                                         |
| 2015                                        | 2015                                        |                                             | 671                                         | 133                                         |
| 2020                                        | 2020                                        |                                             | 704                                         | 128                                         |
|                                             |                                             |                                             |                                             |                                             |

## Samhället
De centrala delarna av Gyttorp ritades av den kände arkitekten Ralph Erskine från 1945 till 1955.  För att skapa grannskap i detta helt nybyggda samhälle placerade Erskine radhus kring gemensamma grönytor. I mänskliga termer var hans mål att identifiera individens privata domän (bostaden), den halvprivata världen (trädgården eller gården), den halvoffentliga zonen (den lokala grönytan eller butiken) och det helt offentliga området, som alla delade lika (stadens torg, promenadvägen eller idag shoppingcentret) . Enligt Erskine så startade ett skede med hela samhällsbildningar, små industrisamhällen med olika bolag som uppdragsgivare i och med Gyttorp. Vad som var ovanligt för tiden och Erskine var att det ritades en bygrupp med en blandning av radhus och flerfamiljshus samt att Erskine använde sig av flera olika färger för att kontrastera till det vita vinterlandskapet . Materialet i byggnaderna var främst utförda med gasbetong och betong. Rymlighet och möjlighet till variation har i sann funktionell anda eftersträvats i planen. Spisplacering och färgsättning varierar i olika hus och genom ett flyttväggssystem kan olika utrymmen uppdelas på olika sätt eller tas bort helt för att ge stora öppna ytor. Det nya samhället i Gyttorp byggdes etappvis allt eftersom behovet av bostäder för arbetarna vid Nitro Nobel ökade. Sammanlagt så byggdes det 125 bostäder enligt Erskines plan innan Nitro Nobels verksamhet började att gå sämre och samhället började avbefolkas.
Gyttorps centrum är ett byggnadsminne, och belönades med organisationen Europa Nostras diplom år 2002.

## Näringsliv
Det största företaget i Gyttorp är Orica som tidigare hette Nitro Nobel som tillverkar dynamit och sprängämnen. Gyttorpsfabriken startades 1858, och togs senare över av Nitroglycerin Aktiebolaget.
Gyttorp har även satt namn på en hagelpatronfabrik, Gyttorp Cartridge Company, som tillverkar ammunition såväl till jakt som till lerduveskytte.

## Gyttorps centrum, arkitekt Ralph Erskine

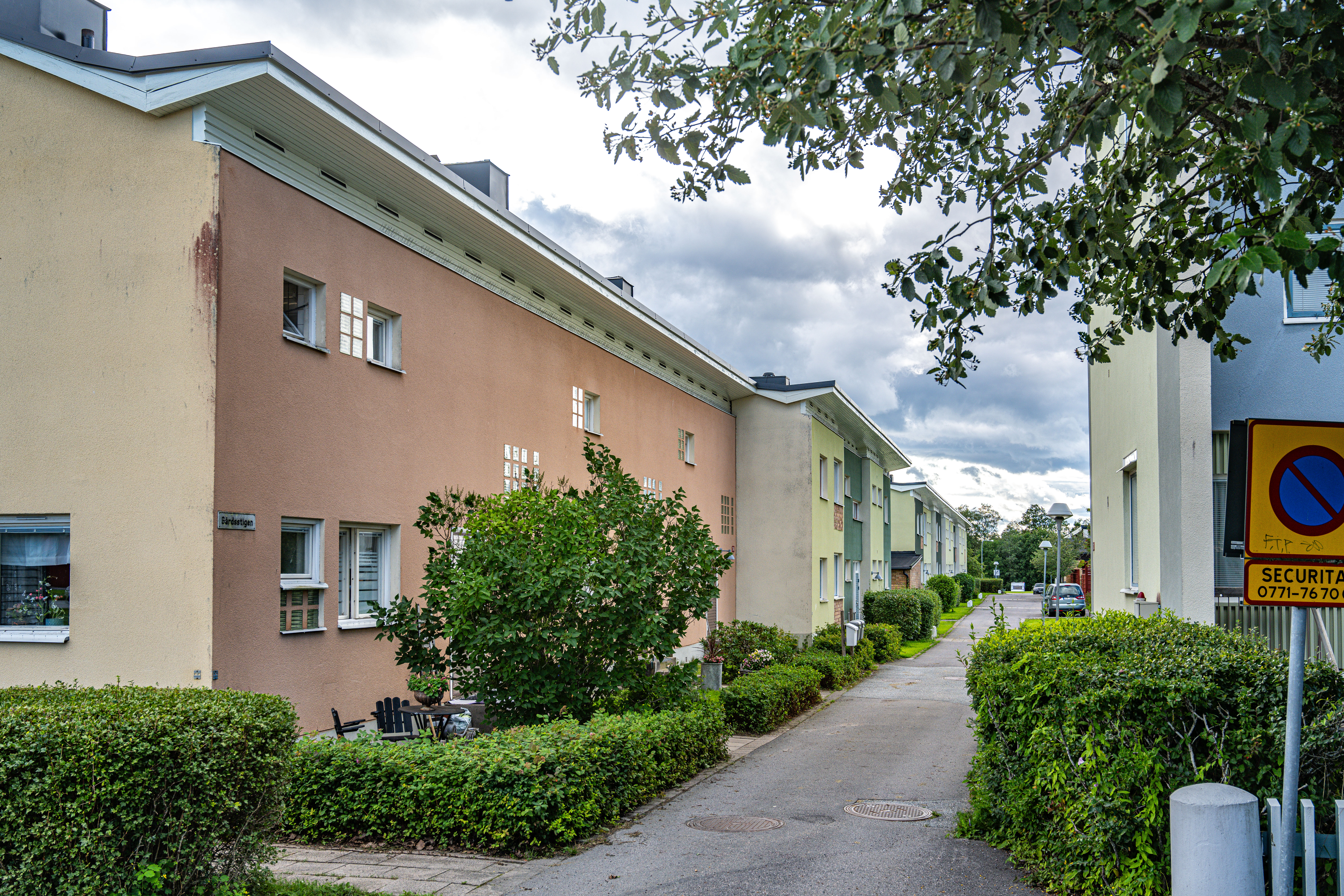
Gårdstigen.
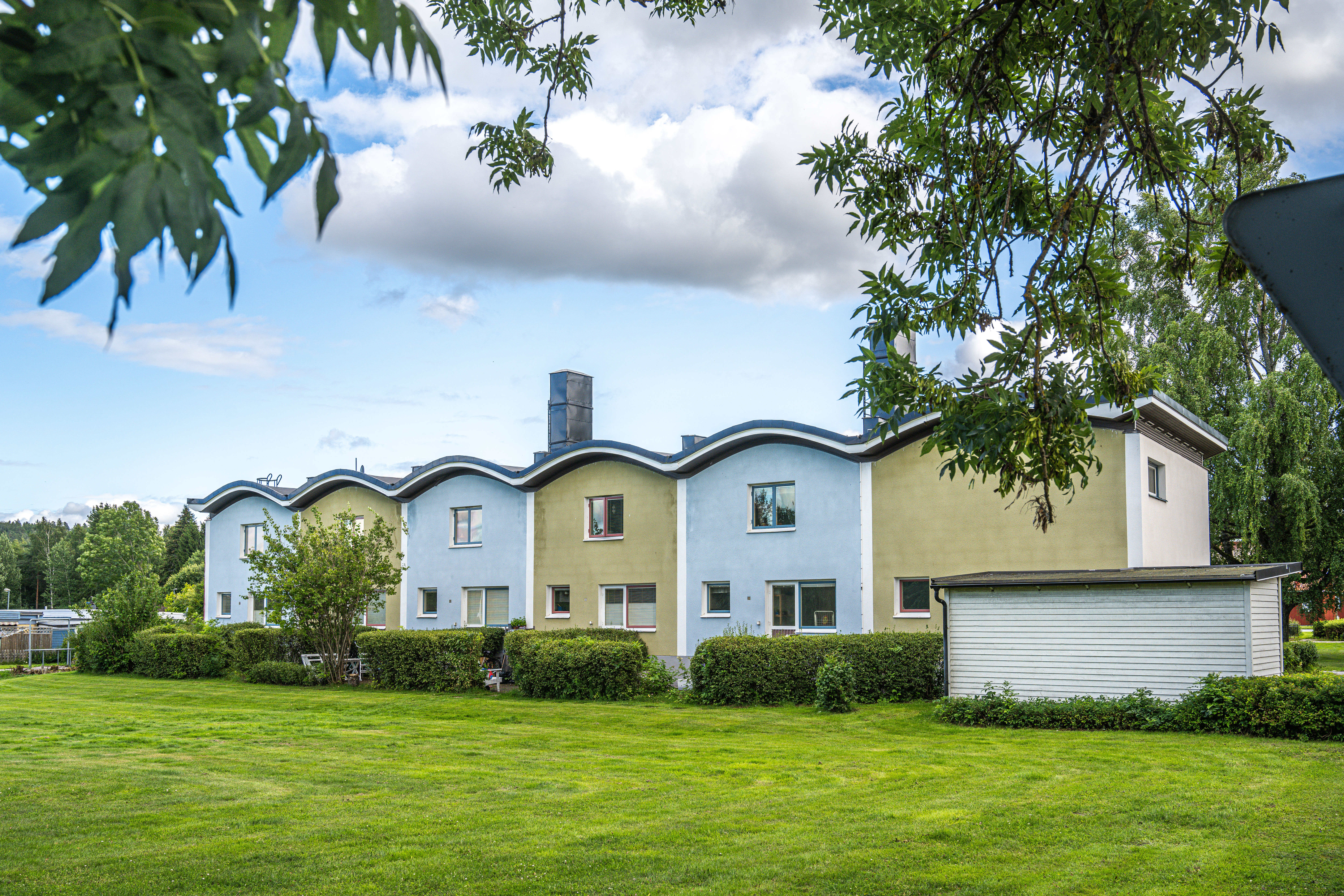
Vinkelboda.
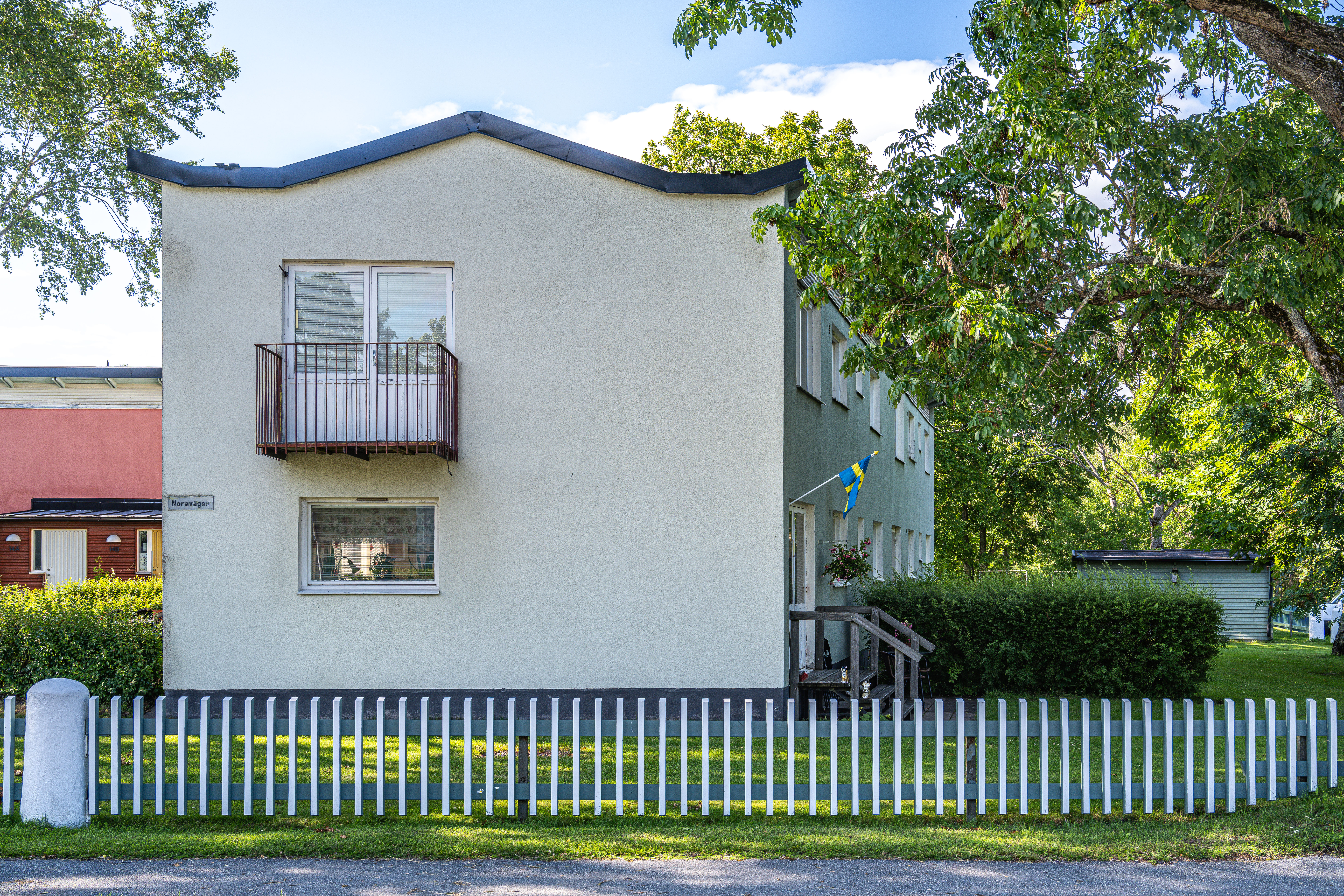
Blomstermåla.
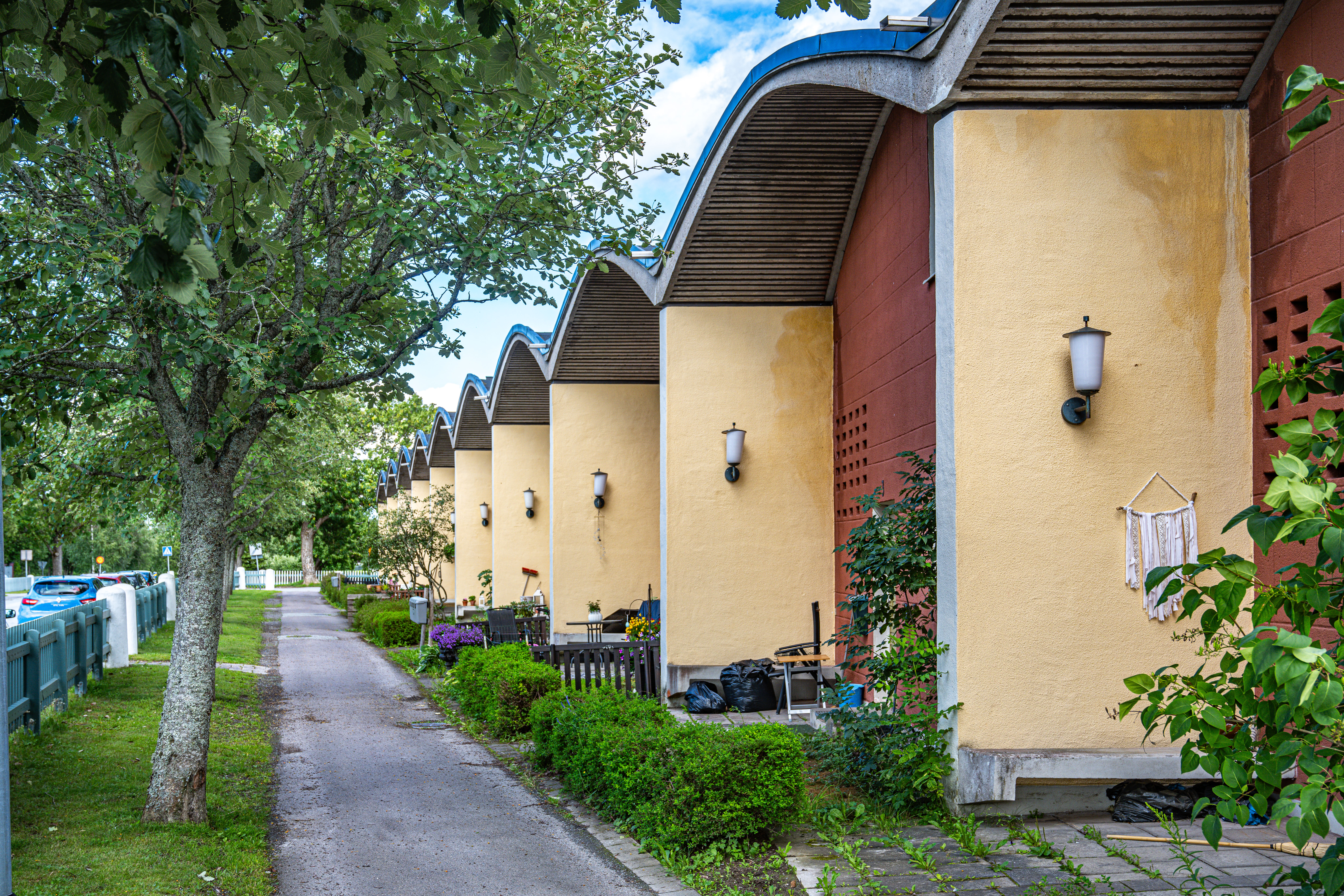
Kålmasken.
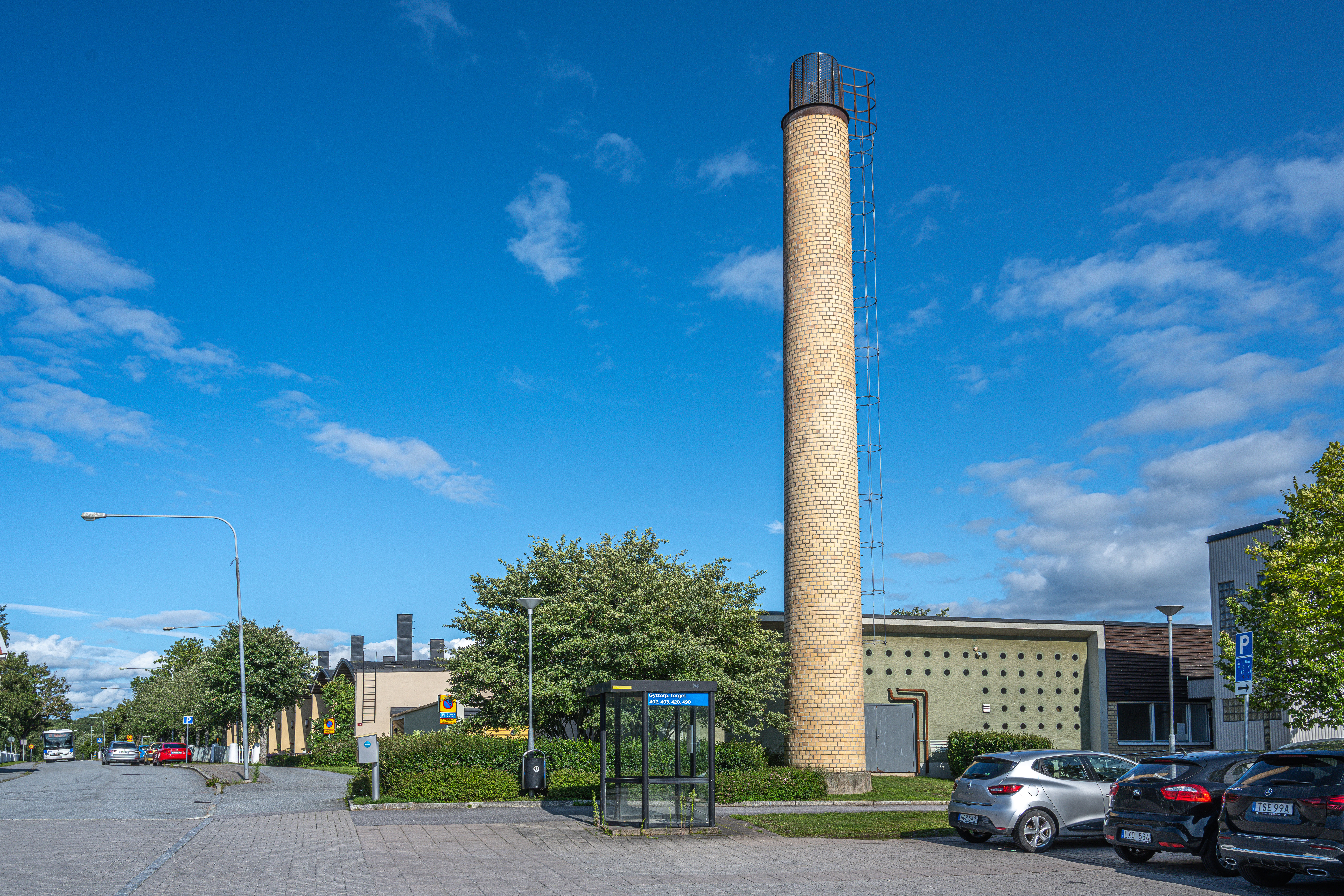
Panncentralen.
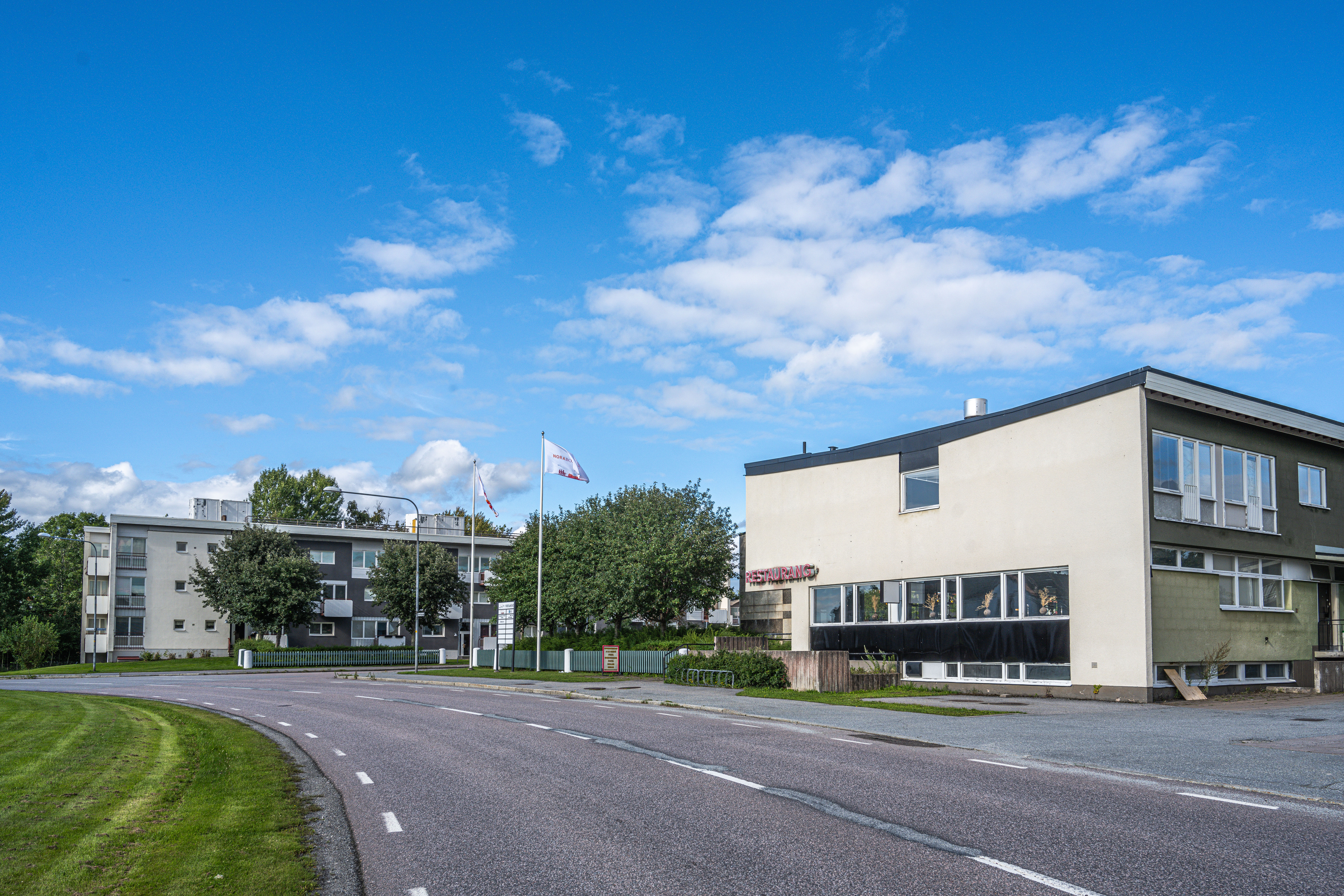
Butikshuset (t.h.) och Svartsjö.
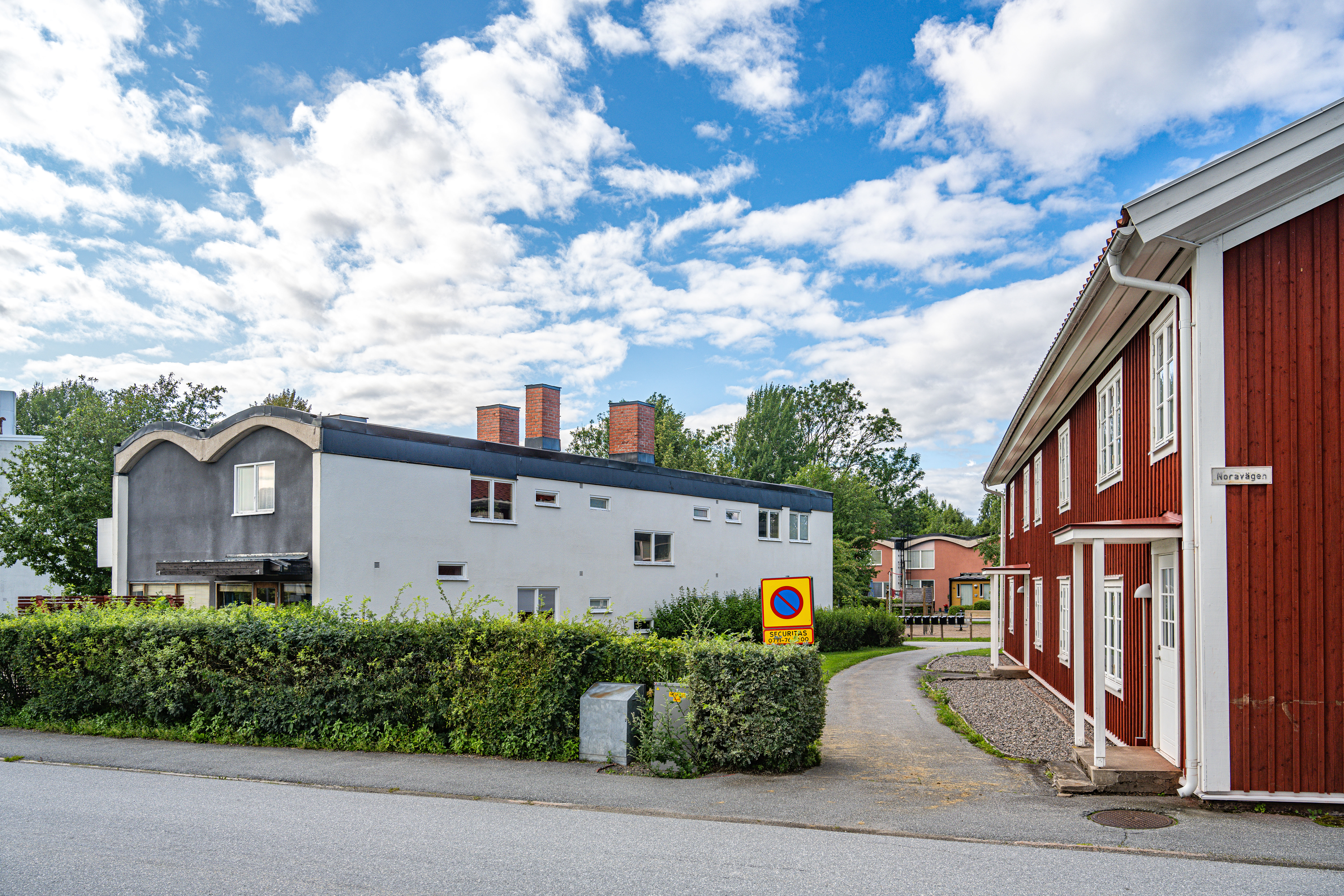
Stora gården.
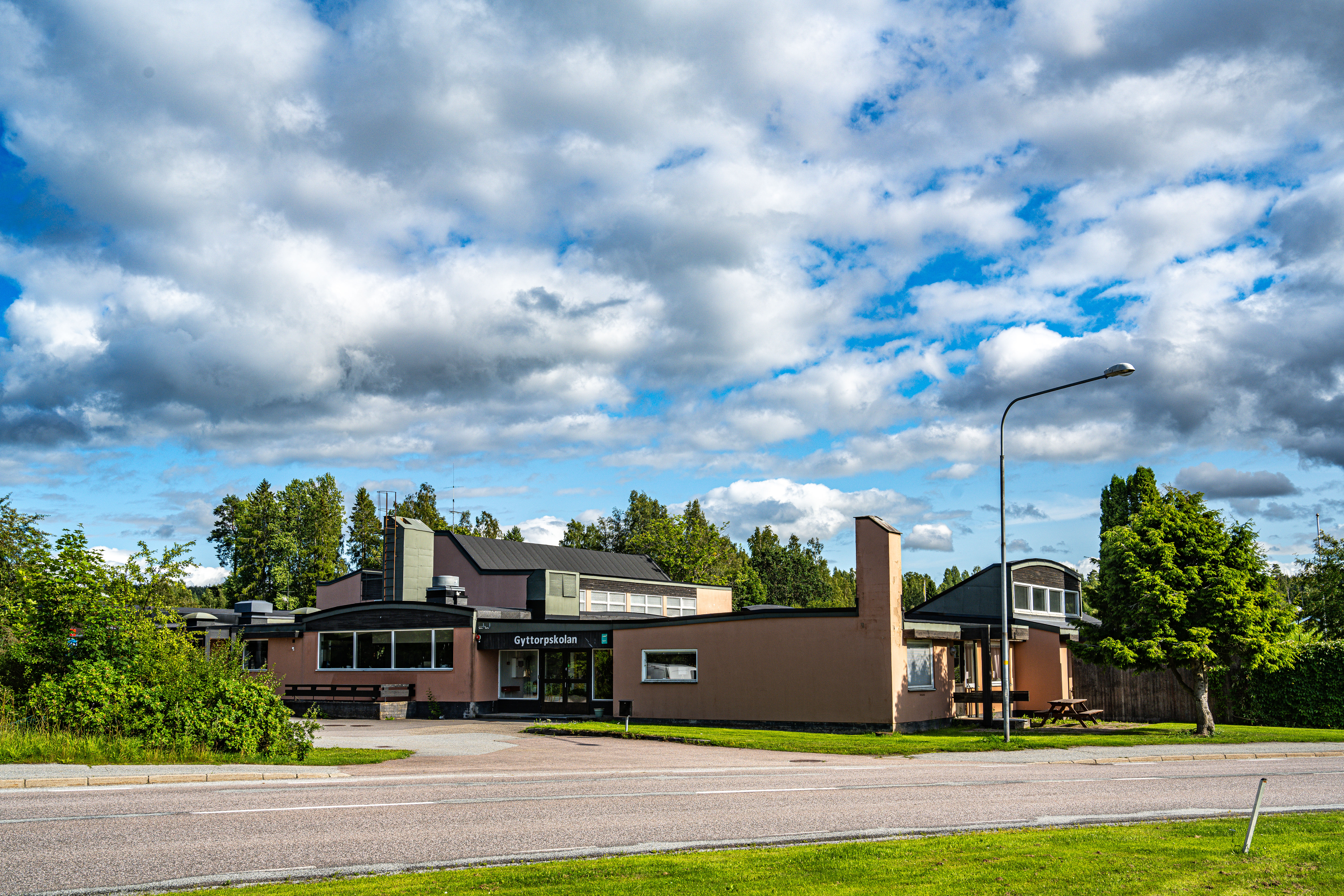
Gyttorpskolan.